# Valerianella sclerocarpa
Valerianella sclerocarpa är en kaprifolväxtart som beskrevs av Fisch. och C. A. Mey. Valerianella sclerocarpa ingår i släktet klynnen, och familjen kaprifolväxter. Inga underarter finns listade i Catalogue of Life.